# Ochrota subapicalipunctis
Ochrota subapicalipunctis är en fjärilsart som beskrevs av Embrik Strand 1922. Ochrota subapicalipunctis ingår i släktet Ochrota och familjen björnspinnare. Inga underarter finns listade i Catalogue of Life.